# 박상혁 (2002년)
박상혁(朴相赫, 2002년 6월 13일 ~ )는 대한민국의 축구 선수로, 포지션은 센터포워드이며 현재 강원 FC에서 김천 상무로 군 복무 하고있다.